# Antonín Bennewitz
Antonín Bennewitz (nato Antonín Benevic; Přívrat, 26 marzo 1833 – Praga, 29 maggio 1926) è stato un violinista, direttore d'orchestra e docente ceco.
Apparteneva ad una corrente di violinisti che andava dal precedente Giovanni Battista Viotti, continuata da Jan Kubelík e Wolfgang Schneiderhan.

## Biografia
Nato Antonín Benevic, il suo cognome è quasi sempre indicato secondo la dizione tedesca, Bennewitz. Studiò con Moritz Mildner  (1812-1865) al Conservatorio di Praga dal 1846 al 1852. Iniziò poi a lavorare a Praga (dove venne scritturato come primo violinista al Teatro degli Stati (1852-1861)), Salisburgo e Stoccarda. Nel 1859 suonò anche a Parigi e Bruxelles. Fu in questo periodo che, il 3 dicembre 1855 partecipò alla prima esecuzione del Piano Trio in Sol minore, Op. 15 di Bedřich Smetana, nella Konvict Hall di Praga, con lo stesso Smetana al pianoforte e Julius Goltermann al violoncello. Nel 1866 divenne professore di violino al Conservatorio di Praga. Nel 1876 succedette a Mildner come primo violino del Quartetto Friedrich Pixis, che divenne poi il Bennewitz Quartet. Divenne il direttore del Conservatorio di Pragan nel 1882, mantenendo l'incarico fino al 1901, quando gli succedette Antonín Dvořák. Fu tra i fondatori della Kammermusikverein, i cui ideali nazionalistici vennero stimolati da Smetana che compose il Quartetto d'archi No. 1 in Mi minore Dalla mia vita.

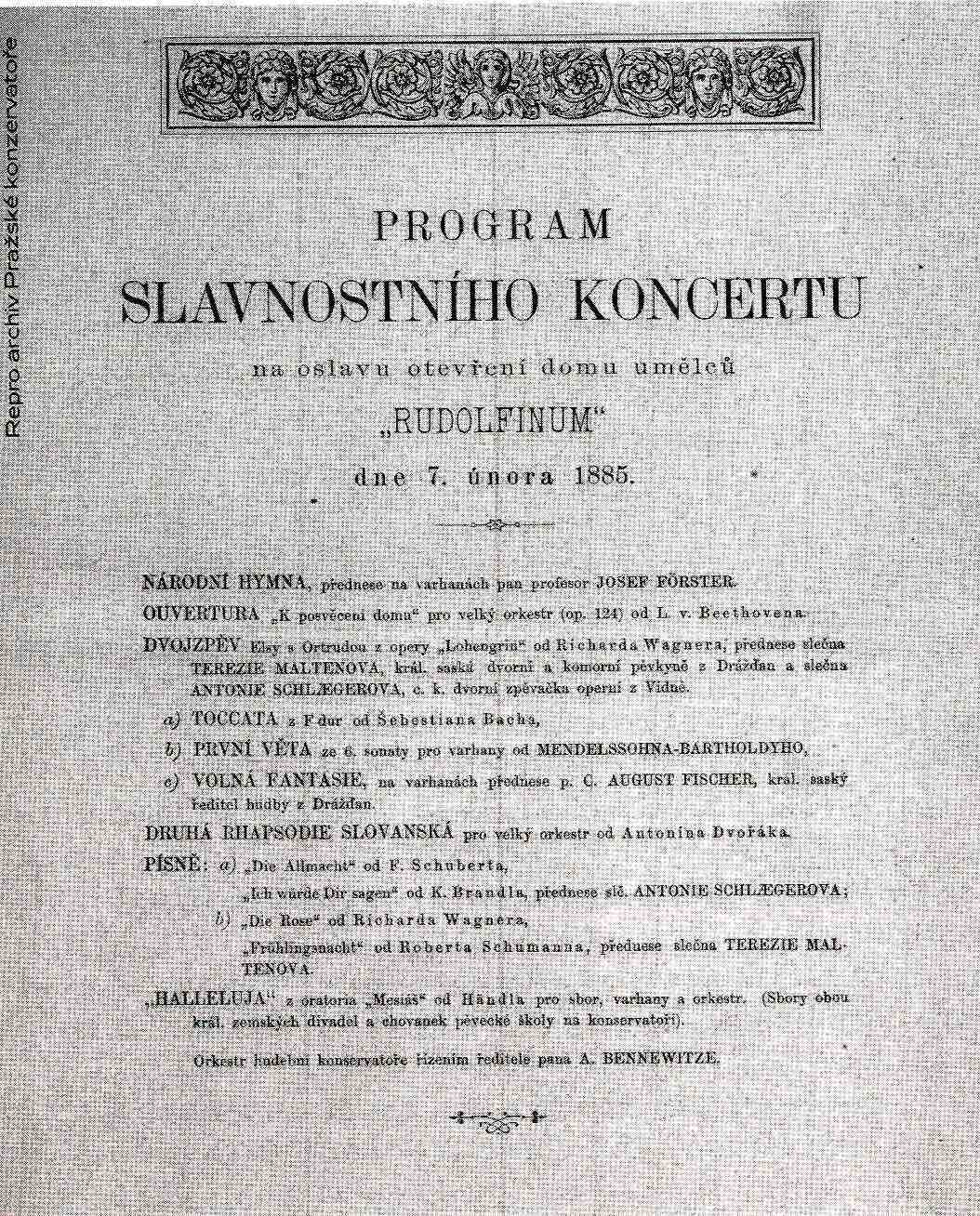
Programma del concerto festivo per l'apertura del Rudolfinum a Praga, diretto da Antonín Bennewitz.

Gli allievi di Bennewitz fecero diventare la scuola di violino di Praga famosa nel mondo. Tra loro František Ondříček (che suonò alla prima del Concerto per violino e orchestra (Dvořák)), Karel Halíř (che suonò alla prima della versione revisionata del Concerto per violino e orchestra (Sibelius)), Otakar Ševčík, Jan Mařák, Franz Lehár, e tre componenti del Bohemian Quartet (successivamente noto come Quartetto ceco) - Karel Hoffmann, Josef Suk (violinisti) e Oskar Nedbal (violista).
Il 25 febbraio 1895, diresse la prima esecuzione completa della Serenata per violino in Mi bemolle, Op. 6 di Josef Suk, alla guida dell'Orchestra del Conservatorio di Praga (due movimenti erano stati eseguiti il 14 del mese precedente, diretti dallo stesso Suk). Il 3 giugno 1896, al Conservatorio di Praga, Bennewitz diresse la prima esecuzione (semi pubblica) dei poemi sinfonici di Dvořák, The Noon Witch, The Water Goblin e The Golden Spinning Wheel.
Nel 1998 venne fondato, a Praga, il nuovo Quartetto Antonín Bennewitz.